# Густаво Ли
Густаво Ли Гузман (19 септември 1920 г., Сантяго, Чили – 29 септември 1999 г., пак там) е чилийски военен, генерал, и командир на чилийските военновъздушни сили от 1973 до 1978 г. Разрешава бомбардирането на президентския дворец Ла Монеда по време на преврата в Чили. Член на правителствената хунта на генерал Пиночет (1973 – 1978), той заема ултрадесни позиции, близки до неофашизма. Привърженик на корпоратизма, радикален антикомунист, участвал в Репресиите срещу противниците на диктатурата.